# Lacave (Ariège)
Lacave è un comune francese di 127 abitanti situato nel dipartimento dell'Ariège nella regione dell'Occitania.

## Società

### Evoluzione demografica
Abitanti censiti